# Мартинес-де-ла-Торре
Мартинес-де-ла-Торре (исп. Martínez de la Torre) — город и муниципалитет в Мексике, входит в штат Веракрус. Население 97 768 человек.

## История
Город основан в 1882 году .